# Carmelo (Uruguay)
Carmelo es una ciudad uruguaya del departamento de Colonia. Fue fundada por José Gervasio Artigas y es cabecera del municipio homónimo. Su población, según los datos del censo de 2023, es de 19.915 habitantes. Es la segunda ciudad del departamento por población.

## Ubicación
La ciudad se encuentra localizada en la zona sudoeste del departamento de Colonia, sobre ambas márgenes del arroyo de las Vacas, próximo a la desembocadura de éste en el Río de la Plata, y en la intersección de las rutas nacionales 21 y 97. Dista 75 km de la ciudad de Colonia del Sacramento y 25 km de la ciudad de Nueva Palmira.

## Historia
Durante el inicio de la Conquista (siglo XVI), el realista Lucas Roveda fundó en la zona, a pesar de no haber planificado su estancia en el lugar, el fuerte de San Lázaro (7 de abril de 1527 - octubre de 1530). Tal fundación estuvo al mando del capitán italiano al servicio de España Sebastián Caboto, pero pronto fue abandonada.
En 1708, por reales cédulas Luis Escobar y Gutiérrez reciben las tierras en aquel momento conocidas como «Rincón de Escobar» - actual ciudad de Carmelo -. En 1711 fueron levantadas sobre la margen izquierda del arroyo de las Vacas, construcciones de madera –barracas- para alojar los esclavos que eran traídos desde Guinea. En ese lugar se les curaba de posibles enfermedades para su posterior venta en Montevideo y Buenos Aires.
Desde alrededor del año 1758, existió el poblado de Las Víboras, ubicado en el partido homónimo, compuesto de una capilla y varios ranchos en un entorno de cuatro cuadras (manzanas) destinado a desaparecer. Esta población se ubicaba próximo a la actual Carmelo. Los vecinos del lugar solicitaron el traslado de dicha población a la desembocadura del arroyo de las Vacas. José Artigas, desde Purificación del Hervidero, decretó entonces dicho traslado, fundándose así la actual ciudad el 12 de febrero de 1816. Es la única ciudad fundada por el prócer uruguayo y que hoy se mantiene en pie. En principio se conoció como pueblo Carmelo, hasta que unos años después se tomó solo por Carmelo. Según la historia, no existe documento del porqué de su nombre, aunque la devoción por la Virgen del Carmen que hacía sus apariciones en el Monte Carmelo, puede explicar un tanto el motivo.
La ciudad cuenta con un puente giratorio sobre el arroyo de las Vacas, inaugurado el 1 de mayo de 1912. Es movido a tracción humana y su construcción lo transformó en el primero de esa índole en todo el país. El 15 de diciembre de 2018, una fuerte correntada en el arroyo ya mencionado arrastró tres barcos que iban a ser desguazados, impactando contra el histórico puente. Las embarcaciones eran parte de un grupo de pesqueros chinos que fueron rematados a mediados de 2016. El tránsito sobre el puente quedó interrumpido y así, un barrio entero y varias instituciones quedaron sin conexión terrestre con la ciudad. Finalmente, tras haberse retirado las embarcaciones y realizado distintas obras en el puente, fue reinaugurado el 23 de febrero de 2019.

### Sismicidad
La región responde a la «falla de Punta del Este», y a la «subFalla del Río de la Plata», con sismicidad baja, y su última expresión se produjo el 5 de junio de 1888 (137 años), a las 3.20 UTC-3, con una magnitud de 5,5 en la escala de Richter. (Terremoto del Río de la Plata de 1888).

## Símbolos

### El escudo

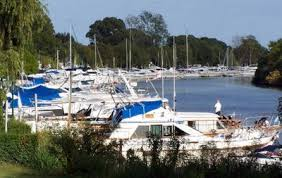

Memoria Explicativa:
La actual ciudad de Carmelo, fue en sus orígenes uno de los puestos de la histórica estancia de Las
Vacas o de Río de la Plata, cuyo establecimiento principal estuvo emplazado en el paraje conocido hoy, por
La Calera de las Huérfanas.
Cuando los Jesuitas tomaron posesión de esa estancia, a mediados del siglo XVlll, construyeron
hornos para quemar la cal que allí existía en abundancia y desarrollaron muchas otras actividades
industriales.
Se la considera con toda justicia, una de las primeras expresiones de evolución agropecuaria –
industrial de la Banda Oriental. Existen pues razones muy significativas, para que el escudo de Carmelo
contenga una expresiva referencia a la Estancia de las Vacas.
Esa es la motivación fundamental de nuestra realización, en la que se destaca como figura
principal, una estilización de la Cruz de la Calera de Las Huérfanas, conteniendo en su brazo horizontal,
instrumentos de trabajo manual. Con la Cruz de la Calera, hemos querido representar lo más valioso del
acervo histórico, político, social e industrial de la Estancia de la que formó parte el Pueblo de Las Vacas.
Con ella queremos destacar los máximos valores espirituales y materiales de los que se nutrió Carmelo, en
los albores de su fecunda existencia, a través del contacto de sus pobladores con los de aquel prestigioso
centro de cultura, progreso y actividades de los más diversos orígenes.
La Cruz, deliberadamente ha sido estilizada, desplazando su centro hacia el ángulo inferior
izquierdo del escudo y afinando sus extremos, con el fin de sugerir una rosa de los vientos cuyo centro
determina la ubicación geográfica de Carmelo, al suroeste de la República Oriental.
Divide además el escudo en cuatro cuarteles, cuyos colores corresponden a los del escudo
uruguayo, los cuarteles celestes, representan los ríos Uruguay y de la Plata.
El cuartel blanco superior derecho, representa a la República Oriental, a cuyo engrandecimiento
contribuye Carmelo con las industrias que simbolizan el pico y el ancla. Estos se orientan hacia el cuartel
inferior izquierdo, que representa a la hermana República Argentina, tan ligada a nuestro origen y pasado
histórico y hoy como ayer, principal mercado de esas industrias, que tanto han influido en nuestra
expansión cultural y económica, por el constante intercambio humano que han propiciado y por las
importantes actividades comerciales e industriales a que han dado impulso.
Agua y piedra y todas las actividades derivadas de esos elementos naturales, están representados
por el ancla y el pico.
El ancla, además del agua, es el puerto que conoció épocas de gran esplendor por el continuo
trajinar de pasajeros y mercaderías; son los astilleros, desde el primitivo Mihanovich, emporio otrora de
trabajo y bienestar pasando por el de Hidrografía y el de M.D.F. hasta el actual Marcopel; es en fin, la playa
y el turismo argentino para el que Carmelo constituye un oasis de paz y tranquilidad.
Y el pico, además de las canteras, que ya contaban con valiosas instalaciones a principios de siglo y
daban trabajo remunerador y permanente a más de quinientos obreros, es la piedra que se ha utilizado en
todas las construcciones urbanas de nuestra ciudad y en centenares de la ciudad de Buenos Aires.
Finalmente, para completar la alegoría de los valores económicos que mejor caracterizan a
Carmelo, hemos marginado nuestra concepción con dos espigas de trigo. Ellas simbolizan las riquezas del
agro que rodea la ciudad, una de las principales fuentes de recursos y por obra de la transformación que se
opera en nuestros excelentes establecimientos de molienda, el alimento primordial de sus habitantes.

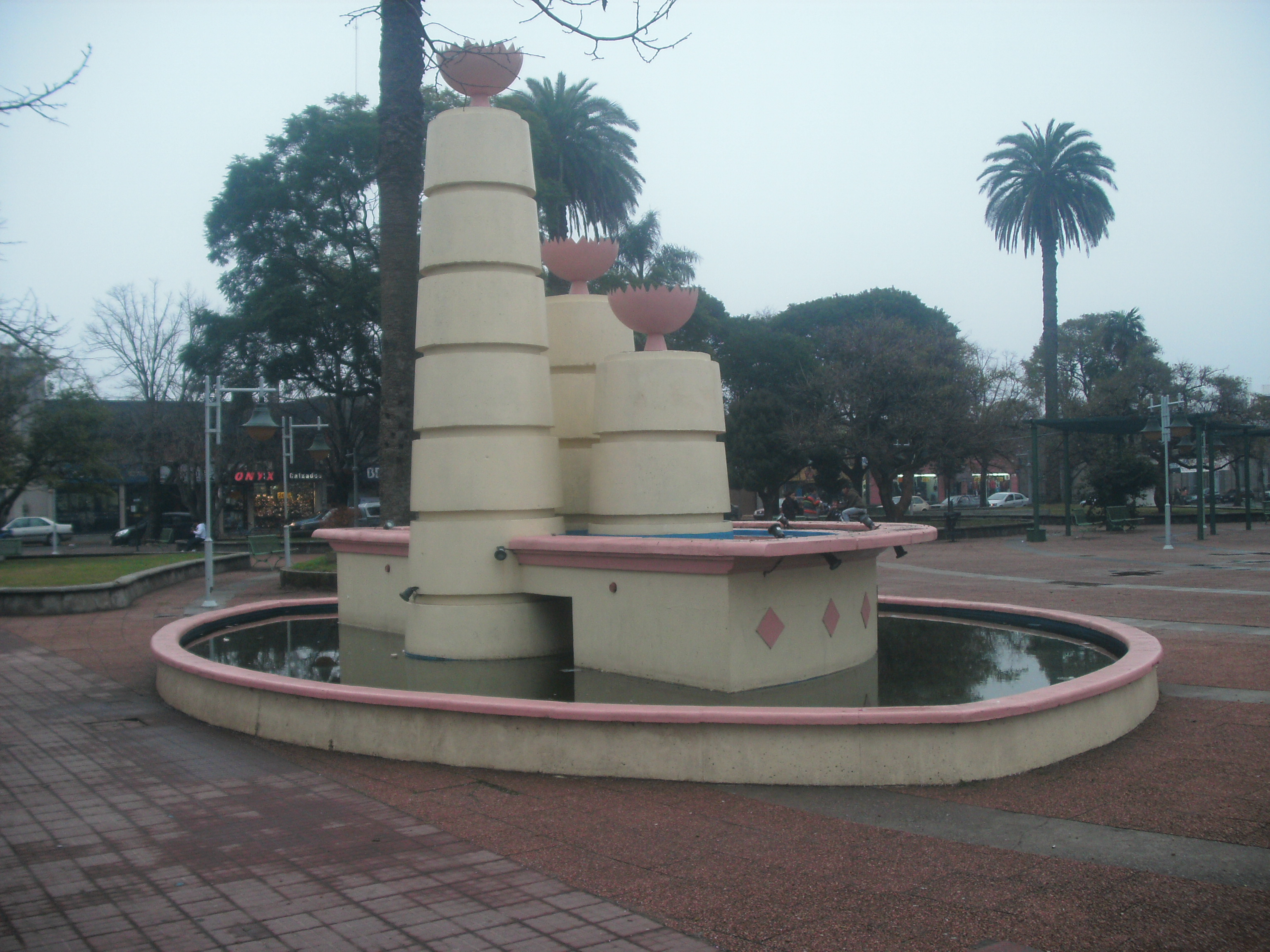
Plaza de la Independencia y Puerto de Yates

- Breve Reseña Histórica: Prof. Eraldo Bouvier:

“En el mes de octubre de 1964, el Comité del Sesquicentenario de nuestra
ciudad que había comenzado a preparar los festejos de 1966; por intermedio de la Sub
Comisión de Cultura, llamó a concurso abierto a todos los artistas del país, a fin de
realizar un escudo distintivo de Carmelo.
El Jurado, en el mes de junio de 1965, expuso, que por la simplicidad,
simbolismo y concreción, dentro de sus valores artísticos más destacados, el elegido
correspondía al artista plástico, Prof. Eduardo Arbeleche Ercoli.
En octubre de 1965, la Junta Departamental, decreta la aprobación para
oficializar dicho escudo, haciéndose el 11 de noviembre su presentación pública en el
Cine Patria.”
“Eduardo Arbeleche ha sido una de esas personas que dejan su impronta en la
sociedad en que viven.
Tenía un sentido desarrollado de la estética que sobrepasaba la teoría, él mismo
concretaba sus obras luego de muchos bocetos, de plantear y replantear sus ideas.
Carmelo pudo observar su talento en obras de artes plásticas, escenografías teatrales
puestas en escena de obras, guiones, etc.
Poseedor de un fuerte carácter con la sensibilidad de un artista, fue un símbolo
de los años sesenta, integrante del Grupo “Las Tunas”, compuesto por artistas
plásticos de nuestra ciudad. 
Se destacó también en el “Coro Vocacional de Carmelo luego de haber pasado
por la legendaria “Coral” de Carmelo.
Debemos mencionar también, que fue artífice de un espectáculo de vanguardia
que será recordado por mucho tiempo: “El Hombre y su Canto”
Para definirlo bastaría decir que fue un creativo, tal vez uno de los más
importantes que hemos conocido.
Está demás decir que la frase que se encuentra en la base del escudo, nos
identifica y se constituye en inocultable orgullo de todos los carmelitanos”:
CARMELO… “LA CIUDAD FUNDADA POR ARTIGAS”.

## Población

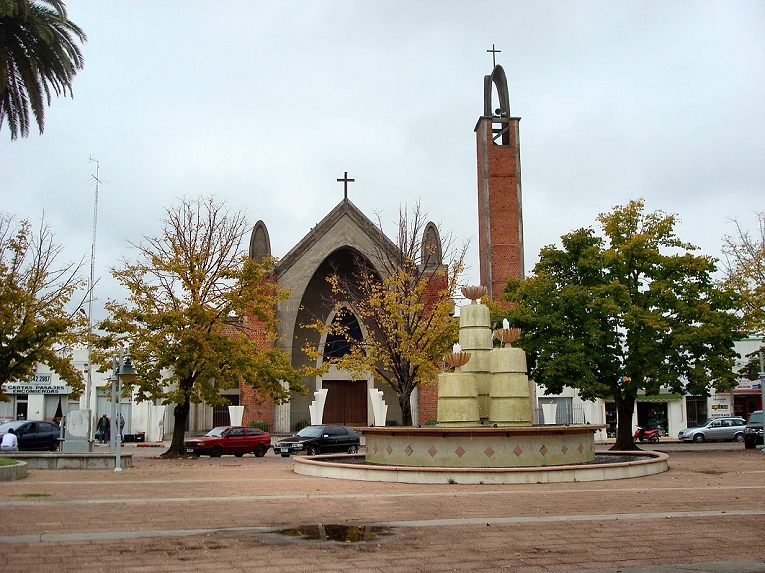
Plaza principal.

Según el censo del año 2023 la ciudad cuenta con una población de 19.915 habitantes.
| 9 364         | 12 705 | 13 707 | 14 278 | 16 658 | 16 866 | 18 041 | 19 915 |
| (Fuente: INE) |        |        |        |        |        |        |        |

## Transporte

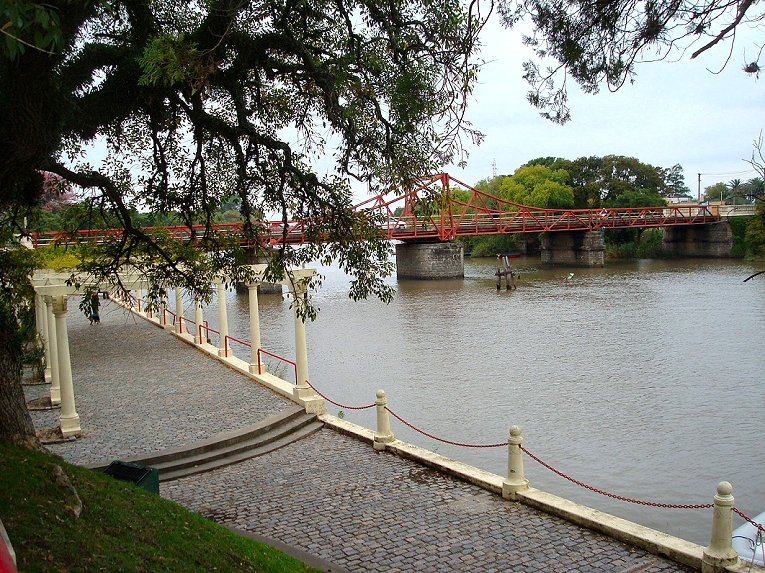
Puente giratorio sobre el Arroyo de las Vacas.

### Carreteras
- Ruta 21: conecta al norte con las ciudades de Nueva Palmira, Dolores y Mercedes, mientras que al sur conecta con la ciudad de Colonia del Sacramento y Montevideo.
- Ruta 97: sirve de conexión con la ruta 12 hacia Cardona.

### Transporte aéreo
5 km al noroeste de la ciudad, se encuentra ubicado el aeropuerto Zagarzazú, en el cual operan vuelos privados fundamentalmente hacia y desde Argentina.

### Transporte fluvial

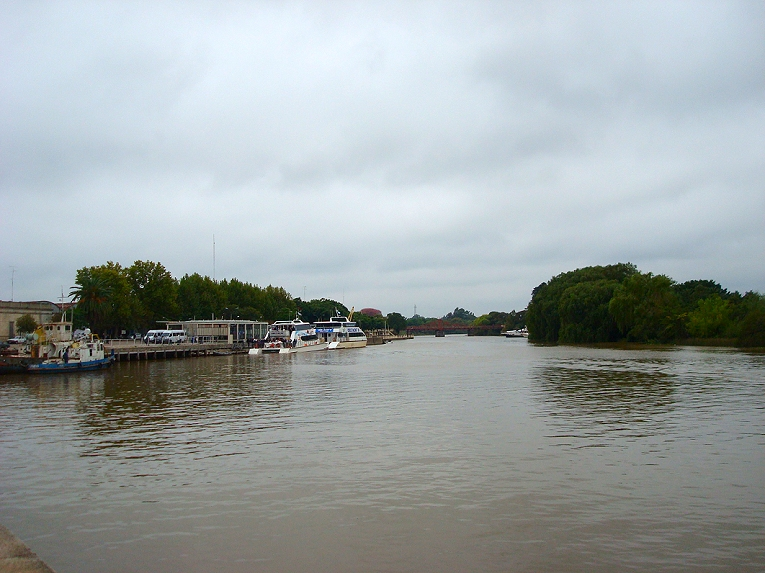
Puerto de Carmelo y Mapa de la ciudad.

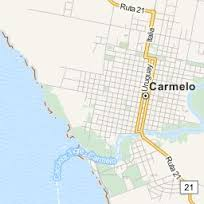

Una línea regular de transporte fluvial por el Río de la Plata y el delta del río Paraná la conecta con la localidad de Tigre, próxima a Buenos Aires, Argentina. El servicio era operado por la empresa Cacciola (sus operaciones cesaron el 30 de junio de 2019).[cita requerida] Actualmente esta ruta es operada por Delta Argentina Uruguay con oficinas en la Estación Fluvial Internacional de Tigre.

## Gobierno
Desde julio de 2015, y tras haber sido reelecta en las elecciones de 2020, la alcaldesa de Carmelo es Alicia Espíndola.

## Educación
La ciudad tiene solamente escuelas públicas dependientes de ANEP y dos liceos públicos.
La enseñanza técnica está a cargo de ERCNA y UTU.
La formación docente es de carácter público, realizándose en forma presencial en el Instituto de Formación Docente.
A principios de 2013 se inauguró el primer colegio privado de la ciudad.

## Turismo
La ciudad de Carmelo cuenta con diversos atractivos turísticos. Los mismos son visitados principalmente por público argentino, dada la cercanía con la ciudad de Buenos Aires y la posibilidad de cruzar el río en sus propios barcos.

### Puente giratorio
El puente se encuentra sobre el Arroyo de las Vacas. Suele ser muy visitado, dado que es el primer y actualmente único puente movido a tracción humana en Uruguay y único en Sudamérica.

### Atracadero de Yates
Entre sus características que lo hacen único, están: muro de atraque de aproximadamente 600 m, instalación eléctrica, agua potable, capacidad para 200 amarras, servicios higiénicos, duchas de agua caliente, parrilleros fijos y móviles, pileta para lavado de vajilla, predio exclusivo para camping náutico y servicio de comidas rápidas.

### Casa de la Cultura
Antigua casa del Coronel Ignacio Barrios, actualmente es centro de actividades culturales.

### Reserva de Fauna
Hermoso paseo tanto para grandes como para chicos que descubren un vínculo único con la naturaleza.
Entre otros animales se hallan: liebres maras, patos, carpinchos, ciervo axis, emú, ñandúes, cisnes de cuello negro, patos, flamencos, pavos reales, faisanes, chajás, palomas, chivos, tortugas, yacarés, etc.

### Playa Seré
Es el centro de reunión por excelencia en la temporada veraniega. Es reconocida la calidad de sus blancas arenas y sus tranquilas aguas del Río de la Plata.

### Archivo y museo del Carmen
El edificio fue mandado a construir por el presidente Oribe entre los años 1848 y 1849 con destino a escuela. Pueden verse aún sus antiguos pisos, techos de teja y aberturas. Posee valiosos objetos y documentos pertenecientes al pueblo y capilla de las Víboras y a la Calera de las Huérfanas, como las partidas de nacimiento de los tres hermanos mayores del Libertador José de San Martín.

### Puerto Camacho
El encantador Puerto Camacho nos transporta a la serenidad de la Toscana, con su pintoresco puerto, el restaurante Basta Pedro y una heladería que invitan a disfrutar de momentos especiales junto al rio. También se puede encontrar una encantadora iglesia de piedra y una pequeña tienda con las delicias de Narbona. Este lugar ofrece una variedad de actividades, desde el alquiler de kayaks hasta los paseos al atardecer en barco, que permiten explorar la costa y deleitarse con las impresionantes vistas que ofrece el ocaso.
1. 1 2  Instituto Nacional de Estadística. «Censo 2011-Departamento de Colonia». Archivado desde el original el 6 de junio de 2013. Consultado el 1 de setiembre de 2012.
2. ↑  Worldpostalcodes.org, código postal n.º 70100.
3. ↑  Instituto Nacional de Estadística. «Índice toponimico de entidades de población» (doc). Archivado desde el original el 15 de junio de 2013. Consultado el 1 de setiembre de 2012.
4. ↑  Ministerio de Transporte y Obras Públicas. «Guía de Tránsito y Transporte del Uruguay». Archivado desde el original el 6 de abril de 2012. Consultado el 1 de setiembre de 2012.
5. ↑  ciudadCarmelo.com. «Historia». Archivado desde el original el 16 de julio de 2012. Consultado el 1 de setiembre de 2012.
6. ↑  Dupre, Hugo (1970).  Aljanati D., Benedetto M., Perdomo W., ed. Los Departamentos - Nº14:Colonia. Nuestra Tierra. p. 9.
7. ↑  «Tres barcos impactan contra la estructura del Puente Giratorio - Carmelo Portal». Carmelo Portal. 15 de diciembre de 2018. Consultado el 20 de diciembre de 2018.
8. ↑  «Listado de Terremotos Históricos». Instituto Nacional de Prevención Sísmica. Archivado desde el original el 6 de abril de 2009. Consultado el 9 de marzo de 2009.
9. ↑  Instituto Nacional de Estadísticas. «Toponimia y categorización jurídica oficial de las localidades urbanas de Uruguay» (pdf). Archivado desde el original el 13 de noviembre de 2009. Consultado el 1 de setiembre de 2012.
10. ↑  Últimas Noticias (7 de enero de 2010). «En 2009 Carmelo registró 2.700 operaciones aéreas». Archivado desde el original el 3 de noviembre de 2013. Consultado el 1 de setiembre de 2012.
11. ↑  Es parte del Viaje. «Qué hacer en Carmelo Uruguay, entre Viñedos y Tradición». Consultado el 27 de junio de 2024.